# Tornade sur la ville
Pour plus de détails, voir Fiche technique et Distribution.
Tornade sur la ville (titre original : The Man from Bitter Ridge) est un film américain réalisé par Jack Arnold, sorti en 1955.

## Fiche technique
- Titre original : The Man from Bitter Ridge
- Titre français : Tornade sur la ville
- Réalisation : Jack Arnold
- Scénario : Lawrence Roman et Teddi Sherman d'après le roman de William MacLeod Raine
- Photographie : Russell Metty
- Montage : Milton Carruth
- Pays de production :  États-Unis
- Format : Couleur — 35 mm — 1,85:1 — Son : Mono (Western Electric Recording)
- Genre : Western
- Dates de sortie : 
  - États-Unis : 3 août 1955
  - Belgique : 16 décembre 1955
  - Allemagne de l'Ouest : 30 décembre 1955
  - France : 3 août 1956

## Distribution
- Lex Barker : Jeff Carr
- Mara Corday : Holly Kenton
- Stephen McNally : Alec Black
- John Dehner : Ranse Jackman
- Trevor Bardette : Walter Dunham
- Ray Teal : Shep Bascom
- Warren Stevens : Linc Jackman
- John Harmon : Norman Roberts
- Myron Healey : Clem Jackman